# Hypochaeris taraxacoides
Hypochaeris taraxacoides là một loài thực vật có hoa trong họ Cúc. Loài này được (Meyen & Walp.) Ball mô tả khoa học đầu tiên năm 1885.